# Théodore Leveau
Pour les articles homonymes, voir Leveau.
Théodore Leveau, né à Authon-du-Perche le 7 juillet 1896 et mort à Paris le 7 mai 1971, est un architecte et urbaniste français.

## Biographie
Élève de Jean Claude Nicolas Forestier en urbanisme technique des jardins à l’École nationale supérieure des beaux-arts, Théodore Leveau devient Architecte diplômé par le gouvernement en 1927.
Il est inhumé au cimetière d'Auteuil (16e arrondissement de Paris).